# Hieracium arrosum
Hieracium arrosum es una especie de planta con flor del género Hieracium, de la familia Asteraceae, orden Asterales.

## Distribución
Hieracium arrosum se distribuye por Suecia.

## Taxonomía
Fue descrita científicamente por (Stenstr.) Johanss. & Sam. Fue publicada en Exsicc. 1923-1926: n.° 12 (1923).